# 包何
包何（?—?），字幼嗣，潤州延陵（今江苏丹阳西南）人。
包融之子，與弟包佶皆有詩名，時稱“二包”。與钱起有交往。天寶七載，杨誉榜進士及第。十三载，官太子正字。大曆年間，官起居舍人。有詩一卷，《全唐诗》录其诗19首。